# Phi (musikalbum av Truckfighters)
Phi är det svenska stonerrockbandet Truckfighters andra studioalbum. Det gavs ut 4 oktober 2007 och är inspelat på Studio Bombshelter i Örebro. Vissa delar av albumet spelades också in i Studio Domagkstrasse 33 i München. Stefan Koglek från det tyska bandet Colour Haze medverkar på låten Chameleon.

## Låtlista
Alla låtar är skrivna av Truckfighters.
| Nr           | Titel        | Längd |
| ------------ | ------------ | ----- |
| 1.           | Atomic       | 5:08  |
| 2.           | Fortyeight   | 4:41  |
| 3.           | Kickdown     | 5:22  |
| 4.           | Chameleon    | 10:03 |
| 5.           | Dysthymia    | 4:23  |
| 6.           | Slacken      | 3:27  |
| 7.           | Warhead      | 4:44  |
| 8.           | Traffic      | 4:31  |
| 9.           | Slides       | 5:09  |
| 10.          | The Game     | 7:31  |
| Total längd: | Total längd: | 54:59 |

## Medverkande

### Truckfighters
- Oskar Cedermalm (Ozo) - bas, sång
- Niklas Källgren (Dango) - gitarr
- Winfred Kennerknecht (Fredo) - gitarr
- Andreas von Ahn (Paco) - trummor

### Övrig Musiker
- Kersti Manell - cello
- Andreas Strömbäck - orgel
- Stefan Koglek - gitarrsolo (spår 4)
- Oscar Johansson - congas (spår 9)
- Martin Augustini - körsång (spår 9)